# Nigerijská fotbalová reprezentace
Nigerijská fotbalová reprezentace, neboli Super Eagles, je národní tým Nigérie a je řízen nigerijským fotbalovým svazem. Na světové scéně se fotbalisté Nigérie objevili ještě jako britská kolonie v roce 1949.

## Historie
Dne 9. července 2014 suspendovala FIFA Nigérii kvůli zásahu tamější vlády do fotbalu, když nigerijská vláda po prohře v osmifinále mistrovství světa dala odvolat vedení místního fotbalového svazu a dosadila sem úředníka ministerstva sportu. Suspendace znamenala, že se nigerijská fotbalová reprezentace nemohla zúčastnit žádné mezinárodní soutěže pořádané FIFA.

## Mistrovství světa
Seznam zápasů nigerijské fotbalové reprezentace na MS
| Rok    | Výsledek                                        | Soupisky |
| ------ | ----------------------------------------------- | -------- |
| 1962   | Nepostoupili z kvalifikace                      |          |
| 1966   | odstoupili z kvalifikace                        |          |
| 1970   | Nepostoupili z kvalifikace                      |          |
| 1974   | Nepostoupili z kvalifikace                      |          |
| 1978   | Nepostoupili z kvalifikace                      |          |
| 1982   | Nepostoupili z kvalifikace                      |          |
| 1986   | Nepostoupili z kvalifikace                      |          |
| 1990   | Nepostoupili z kvalifikace                      |          |
| 1994   | Vyřazení v osmifinále Itálii                    | Soupiska |
| 1998   | Vyřazení v osmifinále Dánskem                   | Soupiska |
| 2002   | nepostoupili ze skupiny                         | Soupiska |
| 2006   | Nepostoupili z kvalifikace                      |          |
| 2010   | nepostoupili ze skupiny                         | Soupiska |
| 2014   | Vyřazení v osmifinále Francií                   | Soupiska |
| 2018   | nepostoupili ze skupiny                         | Soupiska |
| 2022   | Nepostoupili z kvalifikace                      |          |
| Celkem | účast – 6× zlato – 0×, stříbro – 0×, bronz – 0× |          |

## Konfederační pohár FIFA
| Rok    | Výsledek           | Z | V | R | P | GV | GO |
| ------ | ------------------ | - | - | - | - | -- | -- |
| 1992   | nekvalifikovali se | - | - | - | - | -  | -  |
| 1995   | 5. místo           | 3 | 1 | 2 | 0 | 4  | 1  |
| 1997   | nekvalifikovali se | - | - | - | - | -  | -  |
| 1999   | nekvalifikovali se | - | - | - | - | -  | -  |
| 2001   | nekvalifikovali se | - | - | - | - | -  | -  |
| 2003   | nekvalifikovali se | - | - | - | - | -  | -  |
| 2005   | nekvalifikovali se | - | - | - | - | -  | -  |
| 2009   | nekvalifikovali se | - | - | - | - | -  | -  |
| 2013   | 5. místo           | 3 | 1 | 0 | 2 | 7  | 6  |
| Celkem | 2/8                | 6 | 2 | 2 | 2 | 11 | 7  |